# Barbara Hund
Barbara Hund (ur. 10 października 1959 w Darmstadt) – niemiecka szachistka, reprezentantka Szwajcarii od 1991, arcymistrzyni od 1982 roku.

## Kariera szachowa

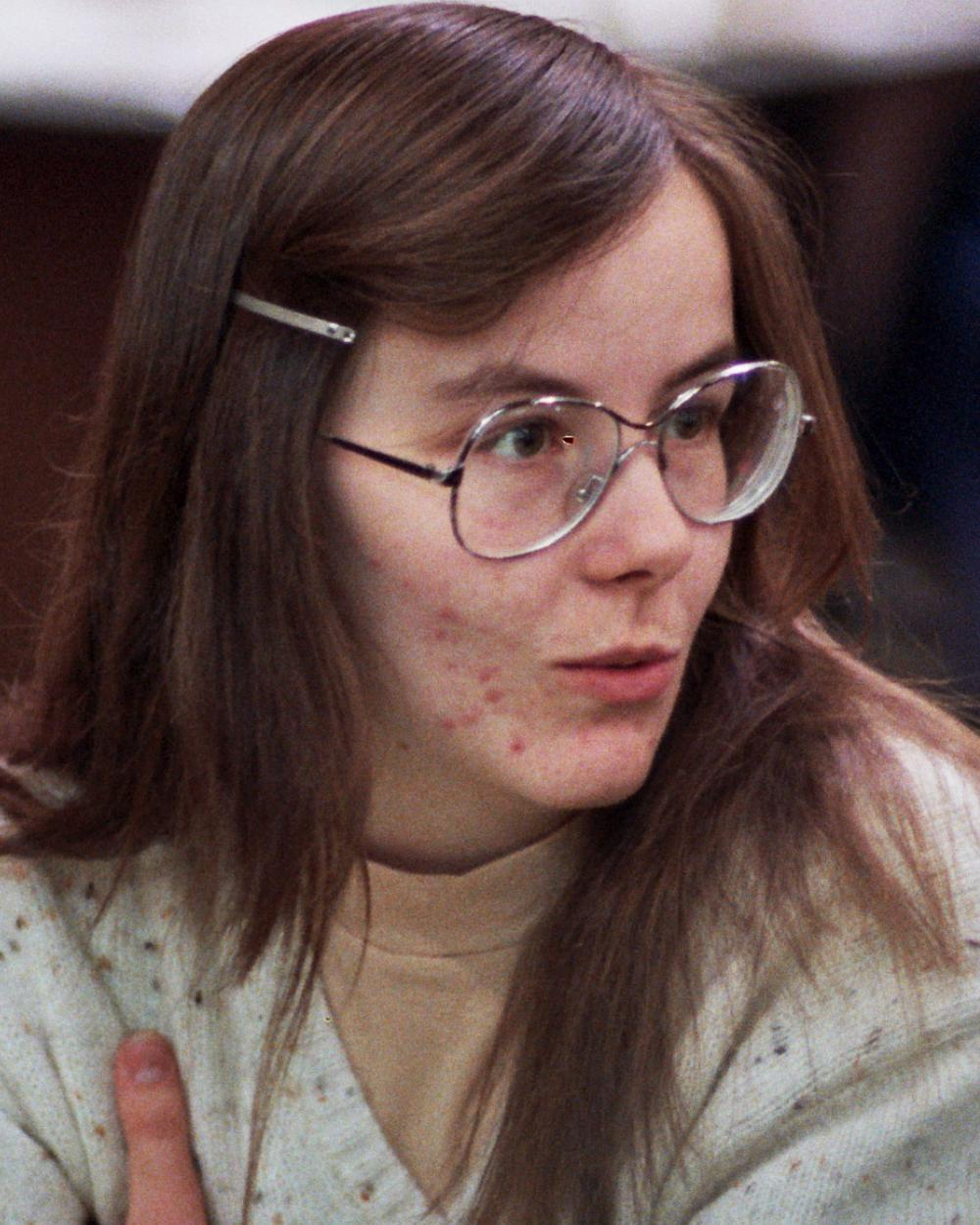
Barbara Hund, Dortmund 1982

Pierwsze znaczące sukcesy zaczęła odnosić w połowie lat 70. XX wieku. Pomiędzy 1975 a 1978 rokiem czterokrotnie zwyciężyła w mistrzostwach Niemiec juniorek, natomiast w 1978, 1982 i 1984 zdobyła złote medale w mistrzostwach seniorek. W swoim dorobku posiada również tytuł mistrzyni Szwajcarii, który wywalczyła w roku 1993 w Silvaplanie.
Dwukrotnie wystąpiła w turniejach międzystrefowych (eliminacji mistrzostw świata, najbliżej awansu do grona pretendentek będąc w roku 1982 w Bad Kissingen, gdzie podzieliła IV-V m. (wspólnie z Eliską Klimovą). Wielokrotnie brała udział w międzynarodowych turniejach, zwycięstwa odnosząc m.in. w Biel/Bienne (1977), Wijk aan Zee (1980) i Belgradzie (1982).
W latach 1978–2008 trzynastokrotnie wystąpiła na szachowych olimpiadach (w tym - do roku 1988 - sześciokrotnie w barwach drużyny RFN), zdobywając 5 medali: brązowy wraz z drużyną w roku 1978 oraz indywidualnie srebrny (1978) i trzy brązowe (1980, 1994, 2004).
Najwyższy ranking w karierze osiągnęła 1 stycznia 1987 r., z wynikiem 2370 punktów dzieliła wówczas 13-14. miejsce (wspólnie z Ketevan Arachamią) na światowej liście FIDE, jednocześnie zajmując 1. miejsce wśród niemieckich szachistek.